# Cal Marfà
Cal Marfà, abans Cal Ferrer Vell, és una construcció de Monistrol de Calders (Moianès) inclosa a l'Inventari del Patrimoni Arquitectònic de Catalunya.

## Descripció
És una típica construcció catalana de 3 plantes. Els baixos amb les seves dependències per estables, tines... Al primer pis s'hi troba l'habitatge i al superior les golfes. El material de construcció és maçoneria que posteriorment ha estat arrebossada. Els baixos presenten 2 portes d'entrada (una d'arc de mig punt i l'altra rectangular) i 3 finestres. Al primer pis hi ha 4 obertures més i a les golfes 3. Totes les obertures estan envoltades per carreus ben treballats i la majoria amb inscripcions a les llindes (Ex: De mano y pluma de Joseph Puig Martí Ferrer), essent la més interessant la de la porta rectangular. Coberta a doble vessant. A la façana es conserva un interessant rellotge de sol de 1892. L'interior està parcialment modificat.

## Història
Es creu que havia estat una casa aïllada, avui és entre mitgera formant part del carrer Fèlix Estrada. Es tracta de les primeres cases de l'actual nucli urbà. La primera notícia és de 1615, data que es conserva en una llinda que es troba a l'interior de l'habitatge amb un dibuix amb altre relleu d'una ferradura amb la inscripció de Puigmartí. Tant l'ofici com el cognom van perdurar a la casa doncs en les ampliacions fetes a finals del XVIII segons les llindes, encara en quedava constància. A principis del s XX serví d'allotjament a les monges Carmelites de Monistrol que van adaptar les serves dependencies a l'ensenyament.